# La Greduela
La Greduela es un asentamiento rural de Jerez de la Frontera en el que viven unas 25 personas.

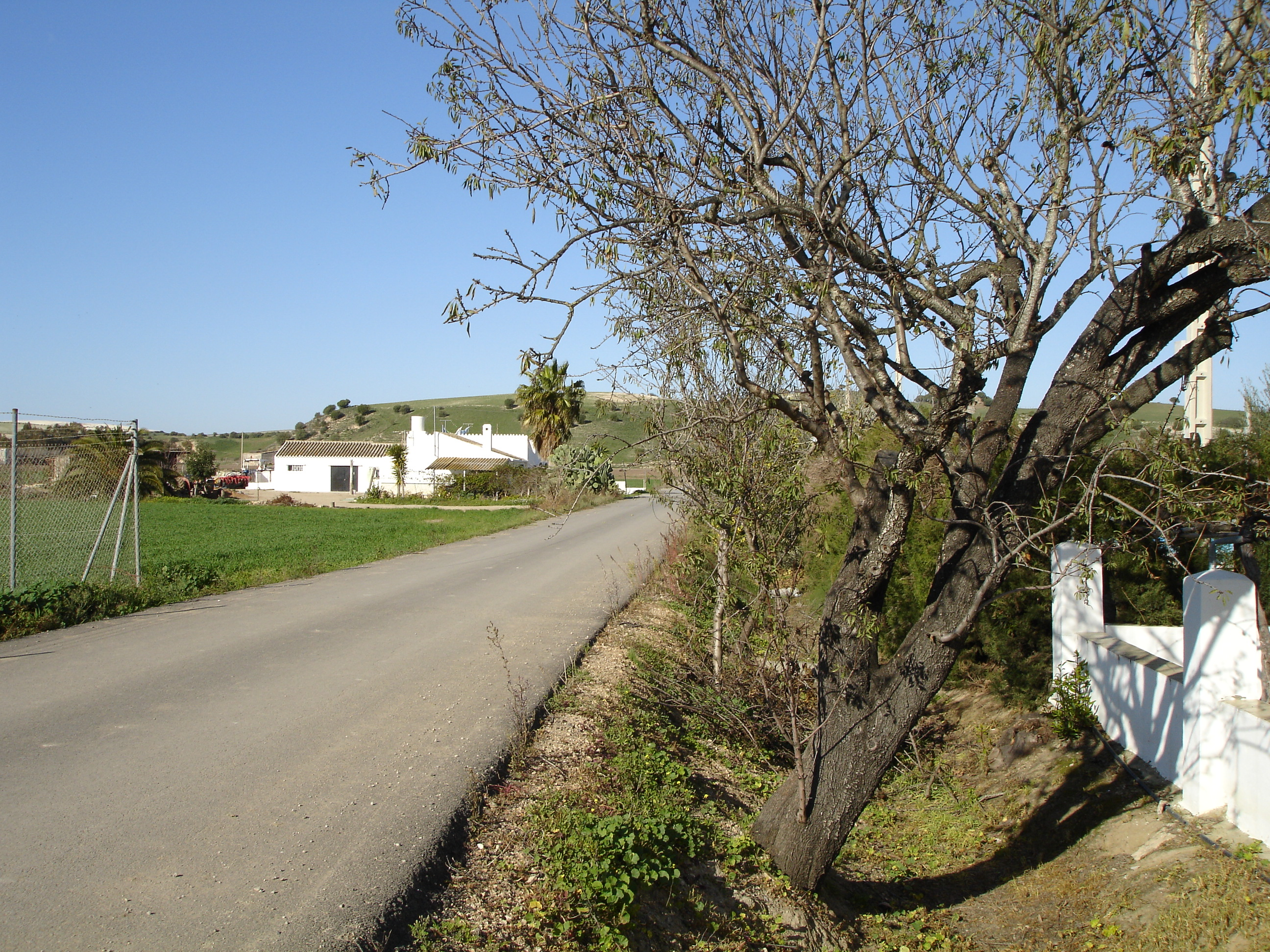
La Greduela

## El río
El poblado se creó en las inmediaciones del río Guadalete, fuente de riqueza para el campo pero también de inundaciones cuando tiene crecidas.
En los años 50 del siglo XX se puso una barcaza para cruza el río y acceder a los campos que se cultivaban. Posteriormente con la mejora de las comunicaciones y el puente se hizo innecesaria

## Cultura
Cuenta con un centro de barrio y un interesante palomar abandonado.